# Senecio botijae
Senecio botijae là một loài thực vật có hoa trong họ Cúc. Loài này được C.Ehrh. miêu tả khoa học đầu tiên năm 1998.